# Astou Ndour
Astou Barro Ndour Gueye (auch Astou Barro N’Dour Guèye; * 22. August 1994 in Dakar) ist eine spanische Basketballspielerin senegalesischer Herkunft. Sie ist 1,96 cm groß und wird zumeist als Power Forward oder Center eingesetzt.

## Laufbahn
Astou Ndour begann mit sieben Jahren in ihrer Geburtsstadt Dakar in ihrer Schulmannschaft mit dem Basketballsport. Im Alter von 13 Jahren wechselte sie nach Spanien, in die Jugend von CB Islas Canarias, nachdem sie dem Verein aus Las Palmas de Gran Canaria von ihrer Landsfrau Aminata Diop empfohlen worden war. Schnell machte sie sich einen Namen als eines der größten Talente des spanischen Basketballs und in der Saison 2010/11 feierte sie im Alter von nur 16 Jahren ihr Debüt in der ersten Mannschaft von CB Islas Canarias in der Liga Femenina de Baloncesto. In jener Spielzeit brachte sie es auf neun Einsätze in der ersten Division sowie fünf im Eurocup Women und spielte zumeist für das U-19-Team der Kanarinnen.
In der Saison 2011/12 spielte sich Astou Ndour in die Stammmannschaft von CB Islas Canarias und beendete das Jahr mit durchschnittlich 9,7 Punkten und sieben Rebounds pro Spiel. Im Eurocup führte sie ihre Mannschaft mit 16,1 Punkten und 10,9 Rebounds bis ins Viertelfinale, wo man an Adana Botaş scheiterte. Der sportliche Durchbruch sollte ihr jedoch 2013/14 gelingen, ihre Mannschaft belegte im Grunddurchgang der spanischen Meisterschaft Platz drei und erreichte erstmals seit sieben Jahren wieder das Playoff, bei dem man im Halbfinale jedoch am späteren Meister Rivas Ecópolis scheiterte. Astou Ndour bestach mit durchschnittlich 17,8 Punkten und 13,2 Rebounds und wurde für ihre herausragenden individuellen Leistungen als MVP der Saison geehrt. Wenig später wurde sie im WNBA Draft an der 16. Stelle von den San Antonio Stars ausgewählt. Bereits im Februar dieses Jahres hatte sie die FIBA Europa als beste Juniorin des Jahres 2013 geehrt.
Im Mai 2014 unterschrieb sie einen Zwei-Jahres-Vertrag beim türkischen Spitzenklub Fenerbahçe İstanbul.

### Nationalmannschaft
Astou Ndour erwarb im Juni 2011 die spanische Staatsangehörigkeit und verzichtete auf ihren senegalesischen Pass. Bereits im Sommer dieses Jahres stand sie im Aufgebot der Spanierinnen für die U-18-Europameisterschaft, wo ihre Landesauswahl die Bronzemedaille erreichte. Auch stand sie im Team der Ibererinnen für die U-19-Weltmeisterschaft, wo ihre Mannschaft erst im Endspiel an den Vereinigten Staaten scheiterte. In beiden Wettbewerben wurde Astou Ndour ins All-Tournament Team gewählt. Nachdem sie im Jahr 2012 aufgrund einer Verletzung an keinem Nationalmannschaftsbewerb teilnehmen konnte, erreichte sie bei der U-19-WM 2013 den vierten Endrang und stand erneut im All-Tournament Team. Ihr größter Erfolg auf Nachwuchsebene gelang Astou Ndour jedoch bei der U-20-Europameisterschaft dieses Jahres. Die Spanierinnen gewannen das Turnier durch ein 59:53 im Finale gegen Italien. Sie steuerte dabei durchschnittlich 17,3 Punkte und 9,8 Rebounds bei und beendete die EM als MVP und Topscorer.
Am 4. September 2014 feierte Asou Ndour in einem Testspiel gegen Serbien ihr Debüt in der spanischen A-Nationalmannschaft.

## Erfolge und Ehrungen
Spanische Nationalmannschaft
- Basketball-Europameisterschaft: Bronze 2015
- U-20 Europameisterschaft: Gold 2013, Silber 2014
- U-19 Weltmeisterschaft: Silber 2011
- U-18 Europameisterschaft: Bronze 2011

Ehrungen
- Wahl ins All-Tournament Team der U-20-Europameisterschaft 2014
- MVP der Spanischen Meisterschaft 2013/14
- Europas junge Spielerin des Jahres 2013
- MVP, Topscorer und Wahl ins All-Tournament Team der U-20-Europameisterschaft 2013
- Wahl ins All-Tournament Team der U-19-Weltmeisterschaft 2011 und 2013
- Wahl ins All-Tournament Team der U-18-Europameisterschaft 2011